# Tours préliminaires de la coupe de Belgique de football 1926-1927
Les tours préliminaires de la coupe de Belgique de football 1926-1927 s'appellent « Tour provinciaux » à l'époque de leur déroulement. Ils sont toutes les rencontres disputées dans le cadre de la Coupe de Belgique avant l'entrée en lice des équipes de première et deuxième division.
Ils se disputent en deux tours qui sont disputés par des équipes issues des séries provinciales et de Promotion. Pour rappel, cette « Promotion », équivalent à la « Division 3 » actuelle vient tout juste d'être créée et s'apprête à vivre la première saison de son Histoire.
Au total, ce sont 144 clubs prennent part au Tours provinciaux pour un ensemble de 104 rencontres.

## Remarque préliminaire
Les noms des clubs sont indiqués selon leur appellation officielle de l'époque, et ce y compris dans la manière de les orthographier.

## Création du3eniveaunational
Un troisième niveau national est mis en place à partir de cette saison 1926-1927. Ce nouvel échelon hérite du nom de « Promotion », alors que le 2e étage de la pyramide prend l'appellation de « Division 1 ».
Pour cette saison inaugurale, toutes les formations sont donc nouvelles au niveau de la Promotion, soit parce qu'elles descende du 2e étage, soit parce qu'elles sont promues depuis le plus haut niveau provinciale (officiellement appelé « Division 2 + nom de la province » jusqu'au terme de la saison 1951-1952).

## Organisation de la compétition
Les différents Comités provinciaux centralisent les inscriptions les concernant puis effectuent un tirage au sort afin de répartir les rencontres des Tour 1 et 2. Toutes les rencontres se jouent en un seul match, sur le terrain de la première équipe indiquée. En cas d'égalité à la fin des 90 minutes réglementaires, on joue des prolongations de 7 minutes 30 secondes à concurrence de 135 minutes totales (maximum 6 périodes de 7 min 30 s). Si l'égalité persiste, l'arbitre de la rencontre effectue un « toss » (jet de pièce) pour désigner le qualifié.

### Groupes provinciaux
Les deux « tours provinciaux » sont joués en interne par chaque province, clubs provinciaux (109) et ceux de la nouvelle « Promotion » (35) confondus. 144 clubs prennent part à ces deux premiers tours ou au moins à l'un des deux.
Le nombre d'inscriptions varie très fort selon les différentes provinces. Le Brabant et Liège s'octroient de loin le plus d'inscrits.
| Tours    | Dates        | Equipes engagées | Nombre de matchs | Equipes qui débutent | Equipes exemptées |
| -------- | ------------ | ---------------- | ---------------- | -------------------- | ----------------- |
| 1er tour | 22 août 1926 | 144              | 68               | 136                  | 8                 |
| 2e tour  | 29 août 1926 | 76               | 36               | 8                    | 4                 |
| TOTAUX   |              | 144              | 104              | ...                  | ..                |

- Les équipes équipes « qui débutent » au 2e tour sont dans les faits les exemptés du premier.

| Provinces                       | Abréviations | 1er tour + 2e tour | Clubs de Promotion (D3) | TOTAUX |
| ------------------------------- | ------------ | ------------------ | ----------------------- | ------ |
|                                 | Total        | 103 +6             | 35                      | 144    |
| Province d'Anvers               | p-Anv        | 16 +0              | 2                       | 18     |
| Province de Brabant             | p-Bbt        | 19 +2              | 9                       | 30     |
| Province de Flandre-Occidentale | p-WVl        | 3 +1               | 5                       | 9      |
| Province de Flandre-Orientale   | p-OVl        | 3 +0               | 2                       | 5      |
| Province de Hainaut             | p-Hai        | 9 +0               | 5                       | 14     |
| Province de Liège               | p-Liè        | 35 +0              | 9                       | 44     |
| Province de Limbourg            | p-Lim        | 7 +0               | 1                       | 8      |
| Province de Luxembourg          | p-Lux        | 2 +2               | 1                       | 5      |
| Province de Namur               | p-Nam        | 9 +1               | 1                       | 11     |

## Légende
|  | Clubs qualifiés pour le 2e tour provincial                 |
|  | Clubs qualifiés pour le 3e tour, soit le 1er tour national |

: indique que le club a été relégué dans la division renseignée à la fin de la saison précédente
: indique que le club a été promu dans la division renseignée à la fin de la saison précédente
Prolongations = qualification acquise après qu'une ou plusieurs périodes de prolongations soient jouées.
« Toss »: qualification acquise après un tirage au sort (jet d'une pièce).
« ???? »: la raison de la qualification (forfait, toss, match rejoué,...) n'est connue avec certitude.

## Premier tour

### Province d'Anvers
- 18 clubs inscrits, 9 rencontres, pas d'équipe exemptée.
  - Le « SC Deurne » est initialement inscrit, mais il se retire avant le tirage au sert.

| Dates      | Tour   | N° | Visités                              | Visiteurs                          | Score final | Remarques                                                        |
| ---------- | ------ | -- | ------------------------------------ | ---------------------------------- | ----------- | ---------------------------------------------------------------- |
| 22/08/1926 | T1-ANV | 1  | Borgerhoutsche SK (p-Anv)            | SC Brabo Borgerhout (p-Anv)        | ?-?         | score inconnu, il n'est pas certain que la rencontre ait eu lieu |
| 22/08/1926 | T1-ANV | 2  | Bouchoutse VV (p-Anv)                | Nielsche SK (p-Anv)                | 1-2         |                                                                  |
| 22/08/1926 | T1-ANV | 3  | Turnhoutsche SK Hand-In-Hand (p-Anv) | Olympic SC Anvers (p-Anv)          | 5-0         | Tirage initial inversé                                           |
| 22/08/1926 | T1-ANV | 4  | FC Klein Brabant (p-Anv)             | VV Edegem Sport (p-Anv)            | 2-0         |                                                                  |
| 22/08/1926 | T1-ANV | 5  | Zwart Wit AC Anvers (p-Anv)          | Santhovensche SK (p-Anv)           | 2-1         |                                                                  |
| 22/08/1926 | T1-ANV | 6  | Minerve SAC Anvers (p-Anv)           | Antwerpsche SK (p-Anv)             | 7-1         |                                                                  |
| 22/08/1926 | T1-ANV | 7  | FC Klein Leeuw Deurne (p-Anv)        | Belgica FC Edegem (p-Anv)          | 4-6         |                                                                  |
| 22/08/1926 | T1-ANV | 8  | Cappellen FC (-P)                    | SC Maccabi Voetbal Antwerp (p-Anv) | 6-3         |                                                                  |
| 22/08/1926 | T1-ANV | 9  | Tubantia FC (-P)                     | FC Heist Sportief (p-Anv)          | 10-1        |                                                                  |

### Province de Brabant
- 30 clubs inscrits, 14 rencontres, 2 équipes exemptées.
  - Le match « FC Muysen-Léopold CB » a été rejoué pour une raison inconnue.
  - La Vie Sportive paraissant après ces rencontres renseigne un forfait au profit pour Vilvorde FC (on suppose qu'il s'agit d'un renoncement d'Ixelles SC, car dans son édition annonçant le programme, le journal officiel mentionne « Pas lieu » en regard de cette partie.)

| Dates      | Tour   | N° | Visités                       | Visiteurs                       | Score final | Remarques                        |
| ---------- | ------ | -- | ----------------------------- | ------------------------------- | ----------- | -------------------------------- |
| 22/08/1926 | T1-BBT | 1  | CS St-Josse (p-Bbt)           | La Hulpe SC (p-Bbt)             | 4-0         |                                  |
| 22/08/1926 | T1-BBT | 2  | FAC Olympia Louvain (p-Bbt)   | Verrewinckel FC(p-Bbt)          | 6-1         |                                  |
| 22/08/1926 | T1-BBT | 3  | Hooger-Op Diest (p-Bbt)       | Eendracht Cappelle (p-Bbt)      | 6-0         |                                  |
| 22/08/1926 | T1-BBT | 4  | AS Ixelloise (p-Bbt)          | SC Louvain (p-Bbt)              | 2-1         |                                  |
| 22/08/1926 | T1-BBT | 5  | CS Hallois (p-Bbt)            | CS Bon-Marché Bruxelles (p-Bbt) | 2-1         |                                  |
| 22/08/1926 | T1-BBT | 6  | Union Halloise (p-Bbt)        | US Laeken (p-Bbt)               | 4-5         |                                  |
| 22/08/1926 | T1-BBT | 7  | Crossing FC Ganshoren (p-Bbt) | Humbeek FC (-P)                 | 6-1         |                                  |
| 22/08/1926 | T1-BBT | 8  | Ruysbroeck FC (p-Bbt)         | Victoria FC Louvain (-P)        | 3-1         |                                  |
| 22/08/1926 | T1-BBT | 9  | FC Muysen (p-Bbt)             | R. Léopold CB (-P)              | 2-2         | après prolongations- à rejouer ? |
| 22/08/1926 | T1-BBT | 10 | US Etterbeek (p-Bbt)          | Excelsior SC Bruxelles (-P)     | 0-10        |                                  |
| 22/08/1926 | T1-BBT | 11 | RC Tirlemont (-P)             | FC Scheutois (p-Bbt)            | 7-0         |                                  |
| 22/08/1926 | T1-BBT | 12 | Stade Louvaniste (-P)         | US Auderghem (p-Bbt)            | 2-0         |                                  |
| 22/08/1926 | T1-BBT | 13 | CS Schaerbeek (-P)            | AS Anderlecht (p-Bbt)           | 9-2         |                                  |
| 22/08/1926 | T1-BBT | 14 | Vilvorde FC (-P)              | Ixelles SC (-P)                 | 5-0         | FORFAIT - Ixelles SC renonce     |
| 22/08/1926 | T1-BBT | x  | Anderlecht FC (p-Bbt)         |                                 | bye         |                                  |
| 22/08/1926 | T1-BBT | x  | Avenir FC Lembecq (p-Bbt)     |                                 | bye         |                                  |

#### Province de Brabant -Replay
Cette partie a été rejouée le jour où se déroule le 2e tour provincial.
| Dates      | Tour   | N°   | Visités           | Visiteurs          | Score final | Remarques                            |
| ---------- | ------ | ---- | ----------------- | ------------------ | ----------- | ------------------------------------ |
| 29/08/1926 | T1-BBT | R. 9 | FC Muysen (p-Bbt) | R. Léopold CB (-P) | 3-6         | match rejoué, raison exacte inconnue |

### Province de Flandre occidentale
- 9 clubs inscrits, 4 rencontres, 1 équipe exemptée.
  - Qualification certaine du VG Oostende, mais aucune trace de son résultat.

| Dates      | Tour   | N° | Visités                       | Visiteurs              | Score final | Remarques                                                           |
| ---------- | ------ | -- | ----------------------------- | ---------------------- | ----------- | ------------------------------------------------------------------- |
| 22/08/1926 | T1-WVL | 1  | SK Roulers (-P)               | VG Oostende (-P)       | ?-?         | score inconnu, il n'est pas certain que cette rencontre ait eu lieu |
| 22/08/1926 | T1-WVL | 2  | Daring Club Blankenberge (-P) | AS Ostendaise (-P)     | 1-5         |                                                                     |
| 22/08/1926 | T1-WVL | 3  | SC Méninois (p-WVl)           | Courtrai Sport (-P)    | 1-0         |                                                                     |
| 22/08/1926 | T1-WVL | 4  | AA Mouscronnoise (p-WVl)      | Stade Courtrai (p-WVl) | 2-0         |                                                                     |
| 22/08/1926 | T1-WVL | x  | FC Wervicq Sport (p-WVl)      |                        | bye         |                                                                     |

### Province de Flandre orientale
- 5 clubs inscrits, 2 rencontres, 1 équipe exemptée.
  - Pas de trace d'un « replay » entre l'Eendracht Alost et le Club Renaisien, on suppose que les visiteurs se sont qualifiés par « jet de pièce »

| Dates      | Tour   | N° | Visités                    | Visiteurs                 | Score final | Remarques                    |
| ---------- | ------ | -- | -------------------------- | ------------------------- | ----------- | ---------------------------- |
| 22/08/1926 | T1-OVl | 1  | RC Wetteren (p-OVl)        | FC Evergem Center (p-OVl) | 2-3         |                              |
| 22/08/1926 | T1-OVL | 2  | SC Eendracht Aalst (p-OVl) | Club Renaisien (-P)       | 2-2         | après prolongations - TOSS ? |
| 22/08/1926 | T1-OVL | x  | St-Niklaasche SK (-P)      |                           | bye         |                              |

### Province de Hainaut
- 14 clubs inscrits, 7 rencontres, pas d'équipe exemptée.

| Dates      | Tour   | N° | Visités                     | Visiteurs                                       | Score final | Remarques                                                            |
| ---------- | ------ | -- | --------------------------- | ----------------------------------------------- | ----------- | -------------------------------------------------------------------- |
| 22/08/1926 | T1-HAI | 1  | FC Binchois (p-Hai)         | Cercle des Sports de Marchienne-Monceau (p-Hai) | 0-3         |                                                                      |
| 22/08/1926 | T1-HAI | 2  | Goutroux Sports (p-Hai)     | US du Centre (p-Hai)                            | 2-3         |                                                                      |
| 22/08/1926 | T1-HAI | 3  | CS Marcinelle (p-Hai)       | AA Louviéroise (p-Hai)                          | 2-0         |                                                                      |
| 22/08/1926 | T1-HAI | 4  | US Tournaisienne (-P)       | Etoile Sportive Fleurus (p-Hai)                 | 6-0         |                                                                      |
| 22/08/1926 | T1-HAI | 5  | Olympic Club Charleroi (-P) | Léopold Club Mesvin (p-Hai)                     | 5-1         | Tirage initial inversé                                               |
| 22/08/1926 | T1-HAI | 6  | RC Tournaisien (-P)         | US Gilly (p-Hai)                                | 1-2         |                                                                      |
| 22/08/1926 | T1-HAI | 7  | Charleroi SC (-P)           | AEC Mons (-P)                                   | ?-?         | score inconnu, il est possible que cette rencontre n'ait pas eu lieu |

### Province de Liège
- 44 clubs inscrits, 22 rencontres, pas d'équipes exemptées.
  - Initialement, le tirage a prévu le Herve FC avec le statut de « bye » et donc de qualifié. Mais à la suite de l'inscription tardive acceptée du CS Stavelotain, une 22e rencontre eut lieu.

| Dates      | Tour   | N° | Visités                                  | Visiteurs                         | Score final | Remarques                                            |
| ---------- | ------ | -- | ---------------------------------------- | --------------------------------- | ----------- | ---------------------------------------------------- |
| 22/08/1926 | T1-LIE | 1  | Union Jupilloise (p-Liè)                 | Entente Salmienne (p-Liè)         | 9-0         |                                                      |
| 22/08/1926 | T1-LIE | 2  | Wallonia FC Beaufays (p-Liè)             | Dison Sports (p-Liè)              | 2-5         | Tirage initial inversé                               |
| 22/08/1926 | T1-LIE | 3  | Fexhe Slins FC (p-Liè)                   | Sprimont Sport (p-Liè)            | 3-6         |                                                      |
| 22/08/1926 | T1-LIE | 4  | AS Liègeoise (p-Liè)                     | Union FC Stockay (p-Liè)          | 3-0         |                                                      |
| 22/08/1926 | T1-LIE | 5  | Albert Club Vaux-sous-Chèvremont (p-Liè) | Juprelle Union (p-Liè)            | 5-2         |                                                      |
| 22/08/1926 | T1-LIE | 6  | Prayon FC (p-Liè)                        | CS Alleurois (p-Liè)              | 10-1        |                                                      |
| 22/08/1926 | T1-LIE | 7  | Queue-du-Bois FC (p-)                    | Etoile Sportive Dalhem (p-Liè)    | 2-1         |                                                      |
| 22/08/1926 | T1-LIE | 8  | CS Liégeois (p-Liè)                      | Excelsior Lambermont (p-Liè)      | 6-1         |                                                      |
| 22/08/1926 | T1-LIE | 9  | Loncin FC (p-Liè)                        | Bierset Alliés (p-Liè)            | 6-3         |                                                      |
| 22/08/1926 | T1-LIE | 10 | Running FC Jemeppe s/M. (p-Liè)          | Blégny FC (p-Liè)                 | 6-1         |                                                      |
| 22/08/1926 | T1-LIE | 11 | Esneux Sport (p-Liè)                     | FC Hannutois (p-Liè)              | 1-6         |                                                      |
| 22/08/1926 | T1-LIE | 12 | Jeunesse d'Eupen (p-Liè)                 | SC Tilffois (p-Liè)               | 8-0         |                                                      |
| 22/08/1926 | T1-LIE | 13 | CS Stavelotain (p-Liè)                   | Herve FC (p-Liè)                  | 0-6         | Herve initialement bye, Stavelot inscription tardive |
| 22/08/1926 | T1-LIE | 14 | Wandre Union (p-Liè)                     | Union Hutoise FC (-P)             | 4-3         |                                                      |
| 22/08/1926 | T1-LIE | 15 | CS Grâce-Berleur (p-Liè)                 | Racing FC Montegnée (-P)          | 1-3         |                                                      |
| 22/08/1926 | T1-LIE | 16 | RC Vottem (-P)                           | Sport Généraux Kinkempois (p-Liè) | 5-3         |                                                      |
| 22/08/1926 | T1-LIE | 17 | R. Dolhain FC (-P)                       | Excelsior Renoupré (p-Liè)        | 5-0         |                                                      |
| 22/08/1926 | T1-LIE | 18 | Dommartin FC (p-Liè)                     | R. FC Bressoux (-P)               | 2-5         |                                                      |
| 22/08/1926 | T1-LIE | 19 | Fléron FC (-P)                           | Ans FC (p-Liè)                    | 4-0         | Tirage initial inversé                               |
| 22/08/1926 | T1-LIE | 20 | R. SC Theux (p-Liè)                      | Stade Waremmien FC (-P)           | 1-8         | Tirage initial inversé                               |
| 22/08/1926 | T1-LIE | 21 | US Liége (-P)                            | CS Grivegnée (p-Liè)              | 9-1         |                                                      |
| 22/08/1926 | T1-LIE | 22 | FC Sérésien (-P)                         | Beauséjour FC Seraing (p-Liè)     | 4-2         |                                                      |

### Province de Limbourg
- 8 clubs inscrits, 4 rencontres, aucune équipe exemptée.

| Dates      | Tour   | N° | Visités                         | Visiteurs                 | Score final | Remarques |
| ---------- | ------ | -- | ------------------------------- | ------------------------- | ----------- | --------- |
| 22/08/1926 | T1-LIM | 1  | Hasseltsche VV (p-Lim)          | St-Truidensche VV (p-Lim) | 9-1         |           |
| 22/08/1926 | T1-LIM | 2  | Winterslag FC (p-Lim)           | Bilzerse VV (p-Lim)       | 6-1         |           |
| 22/08/1926 | T1-LIM | 3  | VV Vigor Beeringen (p-Lim)      | Beeringen FC (p-Lim)      | 2-1         |           |
| 22/08/1926 | T1-LIM | 4  | Union Léopoldbourgeoise (p-Lim) | CS Tongrois (-P)          | 5-3         |           |

### Province de Luxembourg
- 5 clubs inscrits, 1 rencontre, 3 équipes exemptées.
  - Initialement, le Blue Star Arlon s'est inscrit, mais ce club s'est retiré avant le tirage au sort.

| Dates      | Tour   | N° | Visités                            | Visiteurs                    | Score final | Remarques |
| ---------- | ------ | -- | ---------------------------------- | ---------------------------- | ----------- | --------- |
| 22/08/1926 | T1-LUX | 1  | Excelsior FC Virton (p-Lux)        | Standard FC Bouillon (p-Lux) | 3-4         |           |
| 22/08/1926 | T1-LUX | x  | FC Jeunesse Sportive Athus (p-Lux) |                              | bye         |           |
| 22/08/1926 | T1-LUX | x  | FC St-Louis Bouillon (p-Lux)       |                              | bye         |           |
| 22/08/1926 | T1-LUX | x  | Jeunesse Arlonaise (-P)            |                              | bye         |           |

### Province de Namur
- - 11 clubs inscrits, 5 rencontres, 1 équipe exemptée.

| Dates      | Tour   | N° | Visités                              | Visiteurs                | Score final | Remarques              |
| ---------- | ------ | -- | ------------------------------------ | ------------------------ | ----------- | ---------------------- |
| 15/08/1926 | T1-NAM | 1  | Entente Tamines (-P)                 | Ham FC (p-Nam)           | 7-2         |                        |
| 22/08/1926 | T1-NAM | 2  | Albert Club Leuze-Longchamps (p-Nam) | US Floreffe (p-Nam)      | 4-0         |                        |
| 22/08/1926 | T1-NAM | 3  | Wallonia Association Namur (p-Nam)   | AEC Sclayn (p-Nam)       | 2-3         |                        |
| 22/08/1926 | T1-NAM | 4  | Vezin FC (p-Nam)                     | Union Namêchoise (p-Nam) | 11-4        |                        |
| 22/08/1926 | T1-NAM | 5  | FC Union Wallonne Ciney (p-Nam)      | Namur Sports (p-Nam)     | 4-5         | Tirage initial inversé |
| 22/08/1926 | T1-NAM | -  | Union Sarthoise Auvelais (p-Nam)     |                          | bye         |                        |

## Deuxième tour

### Participants
| Provinces                       | Clubs provinciaux | Clubs de Promotion | Totaux |
| ------------------------------- | ----------------- | ------------------ | ------ |
| Totaux par division             | 51                | 25                 | 76     |
| Province d'Anvers               | 7                 | 2                  | 9      |
| Province de Brabant             | 10                | 6                  | 16     |
| Province de Flandre-Occidentale | 3                 | 2                  | 5      |
| Province de Flandre-Orientale   | 1                 | 2                  | 3      |
| Province de Hainaut             | 4                 | 3                  | 7      |
| Province de Liège               | 14                | 8                  | 22     |
| Province de Limbourg            | 4                 | 0                  | 4      |
| Province de Luxembourg          | 3                 | 1                  | 4      |
| Province de Namur               | 5                 | 1                  | 6      |

### Province d'Anvers
- 9 clubs encore en lice, 4 rencontres, 1 équipe exemptée/

| Dates      | Tour   | N° | Visités                              | Visiteurs                   | Score final | Remarques |
| ---------- | ------ | -- | ------------------------------------ | --------------------------- | ----------- | --------- |
| 29/08/1926 | T2-ANV | 1  | FC Klein Brabant (p-Anv)             | Zwart Wit AC Anvers (p-Anv) | 3-2         |           |
| 29/08/1926 | T2-ANV | 2  | Turnhoutsche SK Hand-In-Hand (p-Anv) | Belgica FC Edegem (p-Anv)   | 1-0         |           |
| 29/08/1926 | T2-ANV | 3  | Tubantia FC (-P)                     | Nielsche SK (p-Anv)         | 4-2         |           |
| 29/08/1926 | T2-ANV | 4  | Cappellen FC (-P)                    | Minerve SAC Anvers (p-Anv)  | 2-1         |           |
| 29/08/1926 | T2-ANV | x  | Borgerhoutsche SK (p-Anv)            |                             | bye         |           |

### Province de Brabant
- 16 clubs encore en lice, 8 rencontres.
  - Le match « Excelsior SC Bruxelles-R. Léopold CB » est décalé au 3 octobre 1926, soit le jour du 3e tour - « le 1er national », car le Léopold doit rejouer son match du 1er tour provincial.

| Dates      | Tour   | N° | Visités                       | Visiteurs                   | Score final | Remarques |
| ---------- | ------ | -- | ----------------------------- | --------------------------- | ----------- | --------- |
| 29/08/1926 | T2-BBT | 1  | Crossing FC Ganshoren (p-Bbt) | Anderlecht FC (p-Bbt)       | 3-0         |           |
| 29/08/1926 | T2-BBT | 2  | CS St-Josse (p-Bbt)           | FAC Olympia Louvain (p-Bbt) | 8-0         |           |
| 29/08/1926 | T2-BBT | 3  | Avenir FC Lembecq (p-Bbt)     | US Laeken (p-Bbt)           | 2-4         |           |
| 29/08/1926 | T2-BBT | 4  | RC Tirlemont (-P)             | AS Ixelloise (p-Bbt)        | 1-2         |           |
| 29/08/1926 | T2-BBT | 5  | Ruysbroeck FC (p-Bbt)         | Stade Louvaniste (-P)       | 2-1         |           |
| 29/08/1926 | T2-BBT | 6  | Vilvorde FC (-P)              | Hooger-Op Diest (p-Bbt)     | 3-1         |           |
| 29/08/1926 | T2-BBT | 7  | CS Hallois (p-Bbt)            | CS Schaerbeek (-P)          | 1-2         |           |
| 03/10/1926 | T2-BBT | 8  | Excelsior SC Bruxelles (-P)   | R. Léopold CB (-P)          | 3-4         |           |

### Province de Flandre occidentale
- 5 clubs encore en lice, 2 rencontres, 1 équipe exemptée.

| Dates      | Tour   | N° | Visités                  | Visiteurs                | Score final | Remarques |
| ---------- | ------ | -- | ------------------------ | ------------------------ | ----------- | --------- |
| 29/08/1926 | T2-WVL | 1  | AS Ostendaise (-P)       | FC Wervicq Sport (p-WVl) | 12-0        |           |
| 29/08/1926 | T2-WVL | 2  | SC Méninois (p-WVl)      | VG Oostende (-P)         | 1-0         |           |
| 29/08/1926 | T2-WVL | x  | AA Mouscronnoise (p-WVl) |                          | bye         |           |

### Province de Flandre orientale
- 3 clubs encore en lice, 1 rencontre, 1 équipe exemptée.

| Dates      | Tour   | N° | Visités                   | Visiteurs             | Score final | Remarques |
| ---------- | ------ | -- | ------------------------- | --------------------- | ----------- | --------- |
| 29/08/1926 | T2-NAM | 1  | Club Renaisien (-P)       | St-Niklaasche SK (-P) | 7-0         |           |
| 29/08/1926 | T2-OVL | x  | FC Evergem Center (p-OVl) |                       | bye         |           |

### Province de Hainaut
- 7 clubs encore en lice, 3 rencontres, 1 équipe exemptée.

| Dates      | Tour   | N° | Visités                                         | Visiteurs                   | Score final | Remarques                 |
| ---------- | ------ | -- | ----------------------------------------------- | --------------------------- | ----------- | ------------------------- |
| 29/08/1926 | T2-HAI | 1  | Cercle des Sports de Marchienne-Monceau (p-Hai) | CS Marcinelle (p-Hai)       | 2-1         |                           |
| 29/08/1926 | T2-HAI | 2  | US Gilly (p-Hai)                                | AEC Mons (-P)               | 1-2         |                           |
| 29/08/1926 | T2-HAI | 3  | US Tournaisienne (-P)                           | Olympic Club Charleroi (-P) | 3-1         | après prolongations (1-1) |
| 29/08/1926 | T2-HAI | x  | US du Centre (p-Hai)                            |                             | bye         |                           |

### Province de Liège
- 22 clubs encore en lice, 11 rencontres, aucune équipe exemptée.

| Dates      | Tour   | N° | Visités                         | Visiteurs                                | Score final | Remarques |
| ---------- | ------ | -- | ------------------------------- | ---------------------------------------- | ----------- | --------- |
| 29/08/1926 | T2-LIE | 1  | Dison Sports (p-Liè)            | Sprimont Sport (p-Liè)                   | 0-2         |           |
| 29/08/1926 | T2-LIE | 2  | AS Liègeoise (p-Liè)            | Wandre Union (p-Liè)                     | 2-3         |           |
| 29/08/1926 | T2-LIE | 3  | CS Liégeois (p-Liè)             | Loncin FC (p-Liè)                        | 3-5         |           |
| 29/08/1926 | T2-LIE | 4  | Running FC Jemeppe s/M. (p-Liè) | FC Hannutois (p-Liè)                     | 8-0         |           |
| 29/08/1926 | T2-LIE | 5  | Jeunesse d'Eupen (p-Liè)        | Herve FC (p-Liè)                         | 6-2         |           |
| 29/08/1926 | T2-LIE | 6  | FC Sérésien (-P)                | Union Jupilloise (p-Liè)                 | 5-3         |           |
| 29/08/1926 | T2-LIE | 7  | Fléron FC (-P)                  | Albert Club Vaux-sous-Chèvremont (p-Liè) | 6-1         |           |
| 29/08/1926 | T2-LIE | 8  | Prayon FC (p-Liè)               | Stade Waremmien FC (-P)                  | 0-8         |           |
| 29/08/1926 | T2-LIE | 9  | US Liége (-P)                   | Queue-du-Bois FC (p-)                    | 3-1         |           |
| 29/08/1926 | T2-LIE | 10 | Racing FC Montegnée (-P)        | RC Vottem (-P)                           | 5-1         |           |
| 29/08/1926 | T2-LIE | 11 | R. Dolhain FC (-P)              | R. FC Bressoux (-P)                      | 2-3         |           |

### Province de Limbourg
- 4 clubs encore en lice, 2 rencontres, aucune équipe exemptée.

| Dates      | Tour   | N° | Visités                    | Visiteurs                       | Score final | Remarques |
| ---------- | ------ | -- | -------------------------- | ------------------------------- | ----------- | --------- |
| 29/08/1926 | T2-LIM | 1  | Winterslag FC (p-)         | Hasseltsche VV (p-Lim)          | 1-5         |           |
| 29/08/1926 | T2-LIM | 2  | VV Vigor Beeringen (p-Lim) | Union Léopoldbourgeoise (p-Lim) | 0-6         |           |

### Province de Luxembourg
- 4 clubs encore en lice, 2 rencontres, aucune équipe exemptée.

| Dates      | Tour   | N° | Visités                            | Visiteurs                    | Score final | Remarques |
| ---------- | ------ | -- | ---------------------------------- | ---------------------------- | ----------- | --------- |
| 29/08/1926 | T2-LUX | 1  | Standard FC Bouillon (p-Lux)       | FC St-Louis Bouillon (p-Lux) | 2-1         |           |
| 29/08/1926 | T2-LUX | 2  | FC Jeunesse Sportive Athus (p-Lux) | Jeunesse Arlonaise (-P)      | 1-2         |           |

### Province de Namur
- 6 clubs encore en lice, 3 rencontres, aucune équipe exemptée.

| Dates      | Tour   | N° | Visités                          | Visiteurs                            | Score final | Remarques                 |
| ---------- | ------ | -- | -------------------------------- | ------------------------------------ | ----------- | ------------------------- |
| 29/08/1926 | T2-NAM | 1  | AEC Sclayn (p-Nam)               | Namur Sports (p-Nam)                 | 2-4         |                           |
| 29/08/1926 | T2-NAM | 2  | Union Sarthoise Auvelais (p-Nam) | Albert Club Leuze-Longchamps (p-Nam) | 2-2         | après prolongations- Toss |
| 29/08/1926 | T2-NAM | 3  | Entente Tamines (-P)             | Vezin FC (p-Nam)                     | 6-1         |                           |

## Bilan des tours provinciaux
Au total, 40 clubs se qualifient pour le 3e tour qui correspond au 1er tour national.
| Provinces                       | Clubs provinciaux | Clubs de Promotion | Totaux |
| ------------------------------- | ----------------- | ------------------ | ------ |
| Totaux par division             | 23                | 17                 | 40     |
| Province d'Anvers               | 3                 | 2                  | 5      |
| Province de Brabant             | 5                 | 3                  | 8      |
| Province de Flandre-Occidentale | 2                 | 1                  | 3      |
| Province de Flandre-Orientale   | 1                 | 1                  | 2      |
| Province de Hainaut             | 2                 | 2                  | 4      |
| Province de Liège               | 5                 | 6                  | 11     |
| Province de Limbourg            | 2                 | 0                  | 2      |
| Province de Luxembourg          | 1                 | 1                  | 2      |
| Province de Namur               | 2                 | 1                  | 3      |

### Sources et liens externes
- Résultats complets sur le site www.bsdb.be
- Numéros de « La Vie Sportive », de juillet 1924 à juin 1927, consultés aux Archives Générales du Royaume de Belgique le 8 octobre 2014